# Vittoria Alliata di Villafranca
Vittoria Alliata di Villafranca e Valguarnera (Ginevra, 23 gennaio 1950) è una scrittrice, traduttrice e giornalista italiana.

## Biografia
Discendente della famiglia Alliata, è figlia del principe Francesco Alliata di Villafranca ed è cugina di Dacia Maraini. Ha frequentato il Lycée Chateaubriand di Roma. È laureata in diritto islamico ed è una studiosa del mondo arabo.
Conosciuta come prima traduttrice italiana de Il Signore degli Anelli di J. R. R. Tolkien, a partire dagli anni settanta ha iniziato la pubblicazione di alcuni libri, ispirati a viaggi in Africa e in Asia, con particolare interesse per la condizione femminile nel mondo islamico. Ha anche firmato, nel 1980, la traduzione per Einaudi dei poemi Mausoleum e La fine del Titanic, di Hans Magnus Enzensberger.
I suoi libri, spesso pubblicati come memorie di viaggio e di costume, contengono delle analisi sul mondo islamico, tra cui Harem, memorie d'Arabia di una nobildonna siciliana, pubblicato da Garzanti nel 1980. È impegnata nella manutenzione della casa di famiglia, Villa Valguarnera a Bagheria.

## Opere
- InDigest, il meglio dell'America per un mondo migliore, Edizioni La Pietra, 1975
- Harem, memorie d'Arabia di una nobildonna siciliana, Garzanti, 1980
- Baraka, dal Tamigi alle Piramidi, Mondadori, 1984
- Rajah, in Malesia alla ricerca dell'incenso perduto tra sultani, maghe e poeti, Garzanti, 1987